# NGC 3765
NGC 3765 is een spiraalvormig sterrenstelsel in het sterrenbeeld Leeuw. Het hemelobject werd op 28 maart 1832 ontdekt door de Britse astronoom John Herschel.

## Synoniemen
- MCG 4-28-1
- ZWG 127.3
- PGC 35956